# Medina de Rioseco
Medina de Rioseco település Spanyolországban, Valladolid tartományban. Medina de Rioseco Valverde de Campos, Villabrágima, Palazuelo de Vedija, Berrueces de Campos, Moral de la Reina, Villanueva de San Mancio, Tamariz de Campos, Montealegre de Campos, Valdenebro de los Valles, La Mudarra, Castromonte, Valladolid, Peñaflor de Hornija, Belmonte de Campos és Meneses de Campos községekkel határos. Lakosainak száma 4537 fő (2024).

## Népesség
A település népessége az utóbbi években az alábbiak szerint változott:
| Lakosok száma | 5077 | 5037 | 5008 | 4977 | 4967 | 4906 | 4770 | 4647 | 4493 | 4537 |
|               | 2001 | 2004 | 2007 | 2009 | 2012 | 2014 | 2017 | 2019 | 2022 | 2024 |